# Gouvernement Rousseff I
 (signalé en mai 2025).
Si vous disposez d'ouvrages ou d'articles de référence ou si vous connaissez des sites web de qualité traitant du thème abordé ici, merci de compléter l'article en donnant les références utiles à sa vérifiabilité et en les liant à la section « Notes et références ».
- Archive Wikiwix
- Bing
- Cairn
- DuckDuckGo
- E. Universalis
- Gallica
- Google
- G. Books
- G. News
- G. Scholar
- Persée
- Qwant
- (zh) Baidu
- (ru) Yandex
- (wd) trouver des œuvres sur Wikidata

Pour les articles homonymes, voir Gouvernement Rousseff.
République fédérative du Brésil
Lula II Rousseff II
Le gouvernement Rousseff I est le cabinet chargé du pouvoir exécutif au sein du gouvernement fédéral du Brésil en fonction du 1er janvier 2011 au 31 décembre 2014. Il est présidé par Dilma Rousseff.

## Composition
| Portefeuille                                                      | Titulaire                            | Parti |
| ----------------------------------------------------------------- | ------------------------------------ | ----- |
| Présidente de la République                                       | Dilma Rousseff                       | PT    |
| Vice-président de la République                                   | Michel Temer                         | PMDB  |
|                                                                   |                                      |       |
| Chef de cabinet                                                   | Aloízio Mercadante                   | PT    |
|                                                                   |                                      |       |
| Ministre du Développement agraire                                 | Miguel Soldatelli Rossetto           |       |
|                                                                   |                                      |       |
| Ministre de l'Agriculture, de l'élevage et de l'approvisionnement | Neri Geller                          |       |
|                                                                   |                                      |       |
| Ministre des Villes                                               | Gilberto Magalhaes Occhi             |       |
|                                                                   |                                      |       |
| Ministre des Communications                                       | Paulo Bernardo                       | PT    |
|                                                                   |                                      |       |
| Ministre de la Culture                                            | Marta Suplicy                        | PT    |
|                                                                   |                                      |       |
| Ministre de la Défense                                            | Celso Amorim                         | PT    |
|                                                                   |                                      |       |
| Ministre du Développement, de l'industrie et du commerce          | Mauro Borges Lemos                   |       |
|                                                                   |                                      |       |
| Ministre de l'Éducation                                           | José Henrique Paim                   |       |
|                                                                   |                                      |       |
| Ministre de l'Environnement                                       | Izabella Teixeira                    | —     |
|                                                                   |                                      |       |
| Ministre des Finances                                             | Guido Mantega                        | PT    |
|                                                                   |                                      |       |
| Ministre de la Pêche et de l'aquaculture                          | Eduardo Benedito Lopes               | PRB   |
|                                                                   |                                      |       |
| Ministre des Relations extérieures                                | Luiz Alberto Figueiredo              | —     |
|                                                                   |                                      |       |
| Ministre de la Santé                                              | Arthur Chioro                        | PT    |
|                                                                   |                                      |       |
| Ministre de la Justice                                            | José Eduardo Cardozo                 | PT    |
|                                                                   |                                      |       |
| Ministre du Travail et de l'Emploi                                | Manoel Dias                          | PDT   |
|                                                                   |                                      |       |
| Ministre des Mines et de l'énergie                                | Edison Lobão                         | PMDB  |
|                                                                   |                                      |       |
| Ministre de l'Intégration nationale                               | Francisco Teixeira (intérim)         |       |
|                                                                   |                                      |       |
| Ministre du Plan, du budget et de la gestion                      | Miriam Belchior                      | PT    |
|                                                                   |                                      |       |
| Ministre des Sciences, des techniques et de l'innovation          | Clelio Campolina Diniz               |       |
|                                                                   |                                      |       |
| Ministre du Développement social et de la lutte contre la faim    | Tereza Campello                      | PT    |
|                                                                   |                                      |       |
| Ministre de la Sécurité sociale                                   | Garibaldi Alves Filho                | PMDB  |
|                                                                   |                                      |       |
| Ministre des Sports                                               | Aldo Rebelo                          | PCdoB |
|                                                                   |                                      |       |
| Ministre du Tourisme                                              | Vinicius Nobre Lages                 |       |
|                                                                   |                                      |       |
| Ministre des Transports                                           | Césor Borges                         | PR    |
|                                                                   |                                      |       |
| Secrétariats et offices avec le statut de ministère               |                                      |       |
|                                                                   |                                      |       |
| Banque centrale                                                   | Alexandre Tombini                    | —     |
|                                                                   |                                      |       |
| Inspecteur général de l'Union                                     | Jorge Hage                           | —     |
|                                                                   |                                      |       |
| Cabinet de la Sécurité institutionnelle                           | Général José Elito Carvalho Siqueira | —     |
|                                                                   |                                      |       |
| Défenseur public général                                          | José Rômulo Plácido Sales            | —     |
|                                                                   |                                      |       |
| Avocat général de l'Union                                         | Luis Inácio Lucena Adams             | —     |
|                                                                   |                                      |       |
| Secrétaire général de la présidence de la République              | Gilberto Carvalho                    | PT    |
|                                                                   |                                      |       |
| Secrétaire à l'Aviation civile                                    | Moreira Franco                       | PMDB  |
|                                                                   |                                      |       |
| Secrétaire aux Relations institutionnelles                        | Ideli Salvatti                       | PT    |
|                                                                   |                                      |       |
| Secrétaire à la Communication sociale                             | Thomas Traumann                      | —     |
|                                                                   |                                      |       |
| Secrétaire aux Affaires stratégiques                              | Marcelo Neri                         | PT    |
|                                                                   |                                      |       |
| Secrétaire spécial aux Droits humains                             | Ideli Salvatti                       |       |
|                                                                   |                                      |       |
| Secrétaire spéciale pour la Promotion de l'égalité raciale        | Luiza Bairros                        | —     |
|                                                                   |                                      |       |
| Secrétaire spécial aux Ports                                      | Antonio Henrique Pinheiro Silveira   |       |
|                                                                   |                                      |       |
| Secrétaire spéciale aux Droits des femmes                         | Eleonora Menicucci                   | PT    |